# Оболенский, Сергей Николаевич
Сергей Николаевич Оболенский (28 декабря 1909 — 9 ноября 1992) — католический священнослужитель, видный деятель католических кругов русской эмиграции и Русского апостолата, публицист, переводчик.
Представитель княжеского рода Оболенских. Сын князя Николая Леонидовича Оболенского (1872—1934) и его второй жены Натальи Михайловны Сухотиной (1882—1925), дочери М. С. Сухотина. Приходился внучатым племянником Л. Н. Толстому, детство провёл в имении в Ясной Поляне.
В 1925 году эмигрировал во Францию вместе с семьёй. Вместе с отцом принял католичество и решил стать священником. Некоторое время был послушником в бенедиктинском монастыре, затем изучал философию в Папском институте св. Ансельма в Риме. В 1935 году поступил в римскую коллегию Руссикум, после окончания которого был рукоположен в 1940 году в священники византийского обряда.
В 1943 году получил степень доктора философии в Григорианском университете, темой диссертации была «Философия духа А. С. Хомякова». Во время Второй мировой войны оказывал помощь русским беженцам в Италии, после войны переехал в Париж, где преподавал русский язык в интернате Св. Георгия в Мёдоне. Участник католического съезда 1950 года в Риме.
В 1974 году вернулся в Рим, преподавал русский язык и литературу в Папском восточном институте и ряде других католических учебных заведений. Переводчик на русский язык текстов Римского миссала.
Помимо работ на религиозную тематику Оболенский опубликовал несколько экономических исследований, где доказывал неэффективность плановой экономики социалистических стран. Привлекался в качестве эксперта-советолога для работы при штаб-квартире НАТО.
Скончался в 1992 году в Брюгге.